# Сировина для виробництва зварювальних матеріалів у Закарпатській області
Сировина для виробництва зварювальних матеріалів у Закарпатській області. В покритті електродів для дугового зварювання широко використовуються кремнезем, слюда-мусковіт, мармур.
В 1993—1997 рр. проведено широкі пошукові роботи по дослідженню в лабораторних умовах кремнистих порід (сілітину) Берегівського горбогір'я, слюдяних сланців Рахівського кристалічного масиву і мармуру Кричевського родовища (Тячівський район) на предмет використання в складі електродних покриттів.
Дослідження проб даної сировини, які проводились в інституті електрозварювання ім. Е. О. Патона, на суднобудівному заводі «Океан», Дніпропетровському експериментально-дослідному заводі зварювальних матеріалів, а також в акціонерному товаристві «Бенза» Закарпатського металургійного заводу, показали позитивні результати. Сировина виявилась придатною для використовування в покриттях електродів.
Дослідження показали, що нашу місцеву сировину (сілітин Берегівського горбогір'я, Рахівський слюдистий сланець і Кричевський мармур) можна комплексно використовувати при виробництві зварювальних електродів в кількості 40-50 % від складу мас електродного покриття.
- Сілітин. На Берегівському горбогір'ї корисна копалина залягає сумісно з каоліном на ізольованих пагорбах і утворює поклади, які мають в загальних рисах лінзовидні форми. Прогнозні ресурси по категоріях Рз складають більше ЗО млн. т. Інститут зацікавлений в використанні сировини на яку можуть бути переведені всі підприємства України. Поклади необхідно розвідати свердловинами і затвердити запаси в ДКЗ, провести дослідну експлуатацію родовища протягом двох років.

- Слюда. Слюдисті сланці Рахівського кристалічного масиву надзвичайно цікаві по мінералогічному складу петрографічним особливостям. Вони представляють собою цінну сировину із якої можна одержувати після збагачення зразу два компоненти — слюду (мусковіт + серицит) і польовий шпат. Необхідно провести пошуково-розвідувальні роботи канавами і одинокими свердловинами з затвердженням ДКЗ промислових запасів. Вартість робіт 180 тис. грн.

- Мармур. Кричівське родовище мармуру розвідано в 1972 р. як блочний мармур, однак і до сьогодні не розробляється. Головна причина це низький вихід блоків і малий їх розмір, а також низький вихід облицювальних плит, які в більшості не відповідають потребам стандарту по розмірах.

Кричівський мармур необхідно видобувати, переглянувши напрямки використання сировини — провести технологічні дослідження на промислових пробах для цілей електродної промисловості.